# Jānis Kļaviņš
Jānis Kļaviņš (Rīga, Letònia, 27 d'abril de 1933 - 25 de novembre de 2008) fou un mestre d'escacs letó. Dominava la tècnica i la teoria d'escacs, però la seva força es basava en la seva habilitat per les combinacions.

## Resultats destacats en competició
Jānis Kļaviņš va tenir una carrera curta però brillant. Va guanyar el campionat de Letònia el 1952 i hi fou tres cops tercer (1956, 1959, i 1960).
El 1955 Kļaviņš va completar una norma de Mestre a Voroshilovgrad. El 1956 va guanyar el gran torneig de Masses a Moscou, per davant de fortíssims jugadors com Issaak Boleslavski, Vladimir Makogonov, Leonid Stein i Ratmir Kholmov).

### Participació en competicions per equips
Kļaviņš va jugar representant Letònia al campionat soviètic per equips de 1953 (hi va guanyar el primer premi al tercer tauler), 1955, 1958, 1959, 1960 (tercer premi al tercer tauler), 1962, i 1963, i per l'equip letó "Daugava" a la copa soviètica per equips de 1954 i 1961.

## Carrera en ciència
Després d'acabar els estudis a la Facultat de Física i Matemàtiques de la Universitat de Letònia el 1957, Kļaviņš va entrar a l'Institut de Física de l'Acadèmia Letona de Ciències (actualment - Institut de Física de la Universitat de Letònia), i va deixar la carrera escaquística per començar-ne una en l'àmbit de la ciència. Va treballar d'enginyer, científic, director de laboratori, i diverses feines administratives en l'àmbit científic. Va investigar en l'àmbit de la magnetohidrodinàmica i hi va obtenir un doctorat en física.